# دني لاندزات
دني لاندزات (بالهولندية: Denny Landzaat)‏ (مواليد 6 مايو 1976) هو لاعب كرة قدم. يلعب مع منتخب هولندا لكرة القدم. سبق له أن لعب في كأس العالم لكرة القدم مع منتخب بلاده.

## مسيرته الكروية
لعب دني لاندزات خلال مسيرته الاحترافية مع 7 أندية في واحد وعشرون موسمًا وسجل خلالها 82 هدفًا ضمن 470 مباراة. حيث فاز في موسمين بالكأس وفي موسم واحد بالدوري.
خاض دني لاندزات مسيرته مع نادي أياكس أمستردام في موسم 1995–96 لمدة موسم واحد، مشاركًا في مباراة ولم يسجل أي هدف. ثم انتقل إلى MVV Maastricht ‏ في موسم 1996–97 واستمر معه طيلة ثلاثة مواسم، حيث شارك في 102 مباراة سجل خلالها 10 أهداف. لينتقل بعدها إلى نادي فيلم تو تيلبورغ في موسم 1999–00 في المرة الأولى ليلعب معه خمسة مواسم ثم في موسم 2013–14 لمدة موسم واحد، مشاركًا طوالها في 148 مباراة سجل خلالها 38 هدفًا. ثم انتقل إلى نادي إي زد ألكمار في موسم 2003–04 واستمر معه طيلة ثلاثة مواسم، مشاركًا في 79 مباراة سجل خلالها 22 هدفًا. هذا وانتقل لاحقًا إلى نادي ويغان أتلتيك في موسم 2006–07 ولمدة موسمين، مشاركًا في 52 مباراة سجل خلالها 5 أهداف. ثم انتقل بعدها إلى نادي فاينورد في موسم 2007–08 واستمر معه طيلة ثلاثة مواسم، مشاركًا في 38 مباراة سجل خلالها 5 أهداف أيضًا. ليعود وينتقل من جديد، لكن هذه المرة إلى نادي تفينتي أنشخيدة في موسم 2010–11 واستمر معه طيلة ثلاثة مواسم، مشاركًا في 50 مباراة سجل خلالها هدفين.

## روابط خارجية
- دني لاندزات على موقع الاتحاد الدولي (مؤرشف)  (الإنجليزية)
- دني لاندزات على موقع الاتحاد الأوربي (الإنجليزية)
- دني لاندزات على موقع قاعدة بيانات كرة القدم.إي يو (الإنجليزية)
- دني لاندزات على موقع ناشيونال فوتبول تيمز (الإنجليزية)
- دني لاندزات على موقع Soccerbase.com (لاعب) (الإنجليزية)
- دني لاندزات على موقع Soccerway.com (الإنجليزية)
- دني لاندزات على موقع عالم كرة القدم.نت (الإنجليزية)
- دني لاندزات على موقع كووورة
- دني لاندزات على موقع AS.com (الإسبانية)